# Сьверкі (Клодзький повіт)
Сьверкі (пол. Świerki, нім. Königswalde) — село в Польщі, у гміні Нова Руда Клодзького повіту Нижньосілезького воєводства. Населення — 584 особи (2011).
У 1975—1998 роках село належало до Валбжиського воєводства.

## Демографія
Демографічна структура станом на 31 березня 2011 року:
|          | Загалом | Допрацездатний вік | Працездатний вік | Постпрацездатний вік |
| -------- | ------- | ------------------ | ---------------- | -------------------- |
| Чоловіки | 289     | 43                 | 207              | 39                   |
| Жінки    | 295     | 45                 | 171              | 79                   |
| Разом    | 584     | 88                 | 378              | 118                  |